# Boris Podrecca

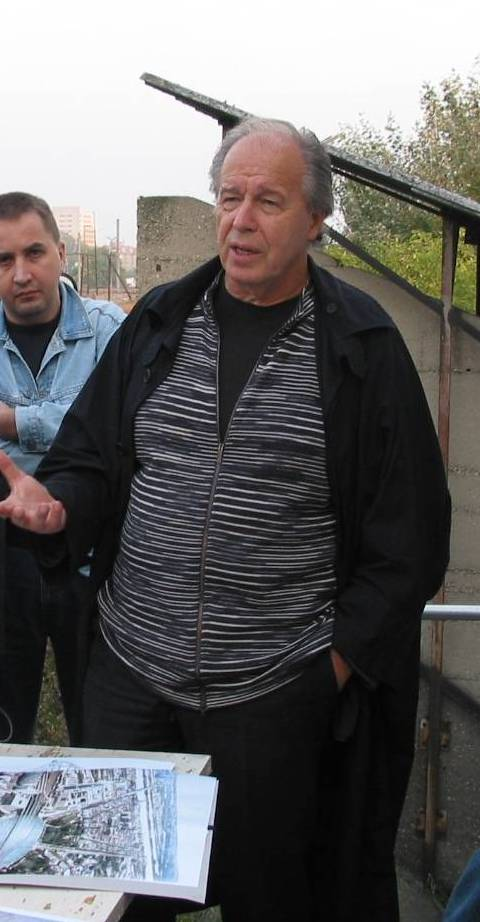
Boris Podrecca auf dem Wiener Nordbahnhofgelände

Boris Podrecca (* 30. Januar 1940 in Belgrad) ist ein in Wien lebender Architekt mit Büros in Wien, Stuttgart und Venedig.

## Leben
Als Sohn einer Slowenin aus  Triest und eines Herzegowiners verbrachte er seine Kindheit in Zagreb und Triest. Er hat die Volksschule und das Gymnasium in Triest absolviert. Nach der Matura begann er mit dem Architekturstudium in Wien, welches er in der Meisterklasse des Architekten Roland Rainer im Jahr 1968 abschloss.
Seine Architektur zeichnet sich durch ein besonderes Gefühl für öffentliche Räume aus, vom Gesamtzusammenhang einer Landschaft oder Stadt bis zum Detail einer Kante oder der Beschaffenheit des verwendeten Materials, und der Gebrauchsfreundlichkeit für die Benutzer, die Freude am Anblick einschließt.
Die Projekte umfassen Platzgestaltungen, Verkehrsstationen, Firmengebäude und den Wohnbau bis zum Hochhaus.

## Lehrtätigkeit
- Gastprofessuren in Lausanne, Paris, Venedig, Philadelphia, London, Harvard, Cambridge (USA), Wien, Zagreb, Triest, Ljubljana und Maribor.
- 1988–2006: Professur an der Universität Stuttgart, Institut für Raumgestaltung und Entwerfen

## Projekte und Realisationen
- Tartiniplatz, Piran, 1987–1989

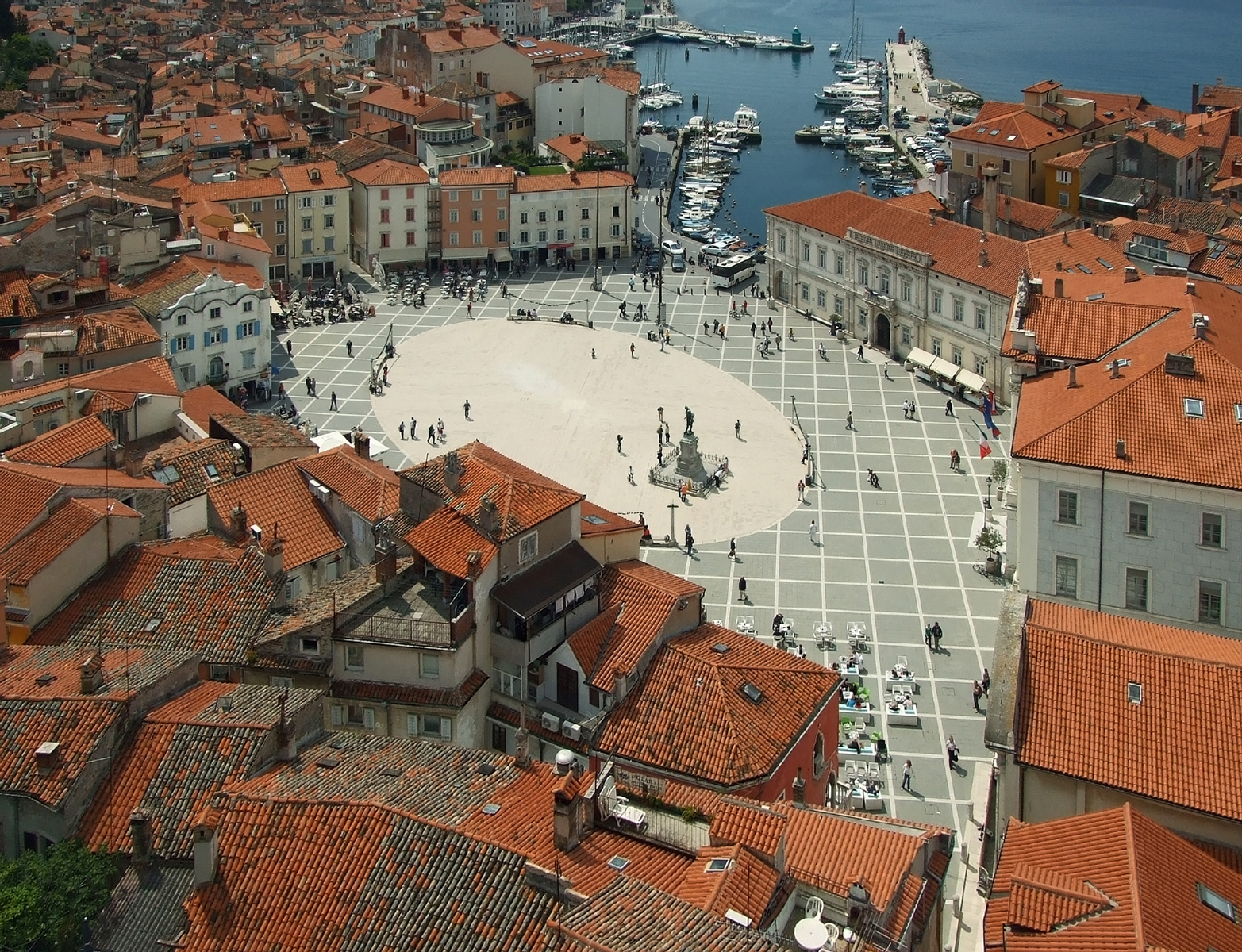
Tartiniplatz, Piran, Slowenien, 1987–89

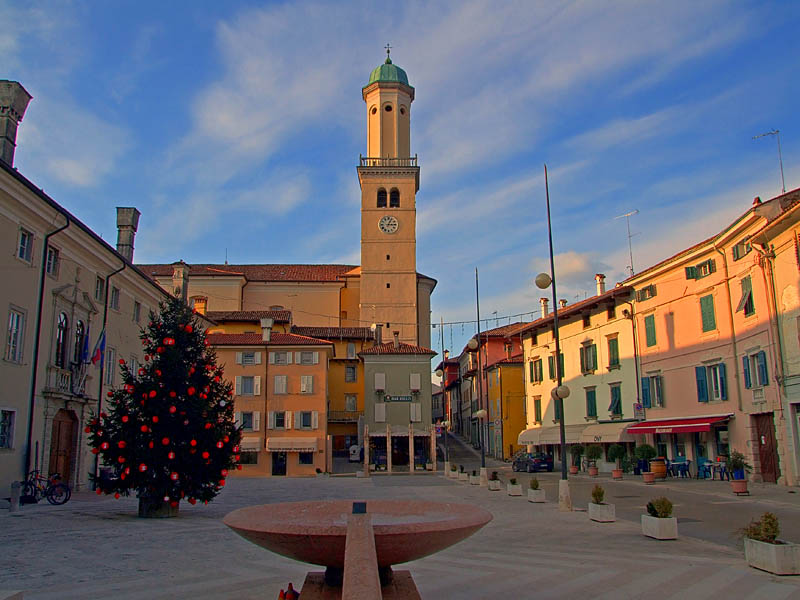
Piazza XXIV Maggio, Cormons, Italien. Platzgestaltung von Boris Podrecca

- Piazza XXIV Maggio, Cormòns, 1989–1990
- Erweiterung der Ganztagsschule Dirmhirngasse, Wien-Liesing (23. Bezirk), 1991–1994
- mit Marco Zordan: Museum Moderner Kunst Ca’Pesaro, Venedig, 1992–2002
- Greif-Areal, Büros Wohnungen Shopping Center Hotel, Bozen, 1992–2000
- Wohnbau Judeca Nova, Giudecca Venedig, 1995–2003
- In der Wiesen Nord, Sozialer Wohnbau, Wien Erlaa (23. Bezirk), 1996–2000
- mit Gustav Peichl und Rudolf F. Weber: Millennium Tower Wien, Wien Handelskai (20. Bezirk), 1997–1999
- mit Michelangelo Pistoletto: Bahnhofsplatz Krems an der Donau, 1997
- Neugestaltung Hauptplatz Leoben, 1997
- Weingut Novi Brič, an der slowenisch-kroatischen Grenze, 1998–2002
- Hotel und Konferenzzentrum Mons, Ljubljana, 2000–2004
- mit Marco Zordan und A. Vesentini: Platzgestaltung, Motta di Livenza,  Italien, 2001–2002
- mit B. Edelmüller und Werner Sobek: Platzgestaltung Praterstern, mit Überdachung mittels Glas-Stahl-Membrane, Entwurf 2002, Baubeginn 2008, siehe auch: Bahnhof Wien Praterstern
- Vienna BioCenter 1, Wien (3. Bezirk), 2003–2005
- Skidome und Multi-Functional Center, Garching bei München, 2005
- Punta Skala Resort: Hotels, Apartments und Villen, Zadar, seit 2005
- U-Bahn Neapel, Linie 6, Station San Pasquale, Neapel, seit 2006
- Landesdirektion Wiener Städtische Versicherung, Graz, seit 2006
- Museum für Wissenschaft und Technik, Belgrad, seit 2007
- Gestaltung Neuer Platz, Klagenfurt, 2008
- Umbau des Palais Hansen zum Hotel Kempinski, Wien (1. Bezirk), bis 2012
- Hotel Falkensteiner, Belgrad, 2012
- Dom Museum Wien, ab 2012[2]

## Ausstellungen
- 2007: Architektur im Ringturm, Wien[3]
- 2020: Architektur im Ringturm, Wien[4] anlässlich des 80. Geburtstages von Boris Podrecca

## Auszeichnungen
- 1986: Ritter des Ordre des Arts et des Lettres, Paris
- 1996: Ehrenmitglied des Bundes Deutscher Architekten
- 1997: Silbernes Ehrenzeichen für Verdienste um das Land Wien
- 2001: Orden der Freiheit der Republik Slowenien in Silber
- 2000: Ehrendoktor der Universität Maribor, Slowenien
- 2004: Goldenes Ehrenzeichen für Verdienste um das Land Wien

## Publikationen
- mit Friedrich Achleitner und Walter Zschokke: Boris Podrecca: Arbeiten 1980–1995, Basel 1996, ISBN 3-7643-5441-0; Katja Steiner (Übers. ins Englische): Boston ISBN 0-8176-5441-0.